# Entrada en vigencia
En derecho, la entrada en vigencia o entrada en vigor es el proceso por el cual la legislación, reglamentos, tratados y otros instrumentos jurídicos llegan a tener fuerza y efecto de ley o, lo que es lo mismo, supone el comienzo de la eficacia de una norma jurídica. El término está estrechamente relacionado con la fecha de esta transición. El momento en que dicho instrumento entra en vigencia puede establecerse en el propio documento, después del transcurso de un cierto período o al ocurrir un evento determinado, como una proclamación o un evento objetivo (por ejemplo, el nacimiento, el matrimonio, la llegada a determinada edad o la muerte de una determinada persona). En raras ocasiones, los efectos jurídicos de una ley pueden retrotraerse a una fecha anterior a la promulgación. 
Para entrar en vigencia, una ley o tratado primero debe recibir el número requerido de votos o ratificaciones. Si bien es una práctica común estipular este número como un requisito en el texto del propio tratado, también puede establecerse en una ley o marco legal superior, como una constitución o los reglamentos internos de la legislatura en la que se originó.
Por lo general, el proceso por el cual un proyecto de ley se convierte en ley incluye la firma o alguna otra muestra de consentimiento por parte del jefe de Estado y la publicación en un diario oficial, para que la población sepa que existe y conozca la ley o el tratado. En algunos sistemas, se requiere que el jefe de Estado o algún otro funcionario autorizado exprese definitivamente su aprobación, como por ejemplo en la concesión de la sanción real de los gobernadores generales en los reinos de la Mancomunidad. En otros, un proyecto de ley se convierte automáticamente en ley a menos que sea vetado (por ejemplo, por el presidente) o enviado a revisión judicial (si se ha interpuesto un recurso de inconstitucionalidad ante la corte suprema o el tribunal constitucional).
Después de su adopción, los tratados, así como sus enmiendas, pueden tener que seguir los procedimientos legales oficiales de la organización internacional que los patrocinó, incluida la firma, la ratificación y la entrada en vigor.